# Ретинський Олексій Геннадійович
Олексій Геннадійович Ретинський (нар. 14 листопада 1986, Сімферополь, УРСР, СРСР) — композитор українського походження. Автор симфонічної, камерної, хорової та електроакустичної музики, а також музики для театру та кіно.

## Біографія
Народився у Сімферополі у родині музикантів. Після закінчення середньої школи з 2000 по 2005 рік навчався у Симферопольському музичному училищі ім. П.І.Чайковського як трубач (клас Д. Княжицького), а закінчив училище як гобоїст (клас Г.А. Ретинського) і саксофоніст (клас Н.Х. Бекірова). Перші музичні спроби пов‘язані з грою на духових інструментах. Паралельно почав самостійно займатися композицією.
У 2010 закінчив Національну Музичну Академію України ім. П.Чайковського за спеціальністю композиція (клас професора І.В.Щербакова). 
З 2009 по 2014 вивчав класичну та електроакустичну композицію у Вищій школі мистецтв Цюриха (Zürcher Hochschule der Künste) (клас проф. Б. Каррера та Г. Торо-Перец).
У 2016 закінчив післядипломну освіту в університеті мистецтв Грацу під керівництвом Беата Фуррера. У творчості Олексія Ретинського представлені симфонічні, камерно-інструментальні та електроакустичні твори.
Учасник українських та міжнародних культурних проектів "Nabokov Fest" (2009), "На перехресті музики й живопису" (2010), "Етносучасність" (2010), "ЕМ-Візія"-2011 та інших.
Учасник всеукраїнських та міжнародних музичних фестивалів («Музичні прем‘єри сезону», «Київ Музик Фест», ХІ фестиваль «Міжнародний Форум Музики Молодих», «Гогольфест»-2010, Третій фестиваль камерної класичної музики Chamber Art Music).
Художник-автодидакт. Автор картин, написаних у різних техніках.
2018 рік – лауреат композиторського конкурсу при Міжнародному фестивалі актуальної музики "Інший простір" (Другое пространство)
У 2019 брав участь з концертами електронної музики на відкритті проєкту ДАУ російського режисера Ільї Хржановського в Парижі.  
У 2020 році на запрошення диригента Теодора Курентзіса став першим резидентом культурного центру MusicAeterna у Санкт-Петербурзі. З 2020 року мешкає в Росії.
У 2021 створив аудіоінсталяцію для Символічної синагоги швейцарського архітектора Мануеля Герца у музейному комплексі Бабин Яр, Київ.
2021 рік – резидент фонду російського фонду Альма матер, який займається розвитком культурних інституцій у Сенкт-Петербурзі та Москві.
Приз за найкращу музику до фільму "Медея" російського режисера Олександра Зельдовича на Національній премії критики та кінопркси "Білий слон" (Белый слон), Росія

## Виконавці
Твори Олексія Ретинського виконуються відомими колективами та виконавцями в Україні та за її межами: Державний Академічний Естрадно-симфонічний оркестр України (диригент Микола Лисенко), Український державний ансамбль солістів «Київська камерата» (диригент Валерій Матюхін), Струнний квартет Collegium, оркестр MusicAeterna (диригент Теодор Курензіс),  Державний академічний симфонічний оркестр Росії (диригент Владімір Юровский), та інші.

## Твори
- «На исход...» для дудука, скрипки і фортепіано
- Тріо для скрипки, віолончелі та фортепіано в 5-ти частинах
- Варіації для скрипки і фортепіано
- «Ultima Thule» для струнного оркестру, цимбал та дзвонів
- «Сновидіння птаха» для скрипки і фортепіано
- «Відтінки білого» для двох віолончелей і фортепіано
- Симфонія № 1 «De profundis» для великого симфонічного оркестру
- Струнний квартет № 1